# 月神蟹屬
月神蟹屬（学名：Ashtoret），又名紋腕蟹屬，是饅頭蟹總科黎明蟹科的一個屬，其學名源於近東的女性神祇阿斯塔尔塔（和合本聖經譯作阿斯她祿）。
本屬包括有原來黎明蟹屬的大多數物種。這些物種一來都並非生活於紅海、非洲東岸至澳洲，二來其螯腳腕節具二條隆脊、掌節中央之隆脊與下緣平行、指節上緣平滑或僅末部具有顆粒之特徵，所以被獨立了出來自成一屬。

## 物種
本屬物種計有以下：
- 顆粒月神蟹 Ashtoret granulosa (Miers, 1877)
- 紅點月神蟹 Ashtoret lunaris (Forskål, 1775)
- 繁點月神蟹 Ashtoret maculata (Miers, 1877)[3]
- 梅氏月神蟹 Ashtoret miersii (Henderson, 1887)[4]
- Ashtoret obtusifrons (Miers, 1877)
- 斑紋月神蟹 Ashtoret picta (Hess, 1865)[5]
- Ashtoret sangiannulata Galil & Clark, 1994
- Ashtoret shengmuae Galil & Clark, 1994

## 化石紀錄
本屬亦有一個化石樣本在日本的中新世地層發現 ，物種未命名。